# Monte-Carlo Automobiles

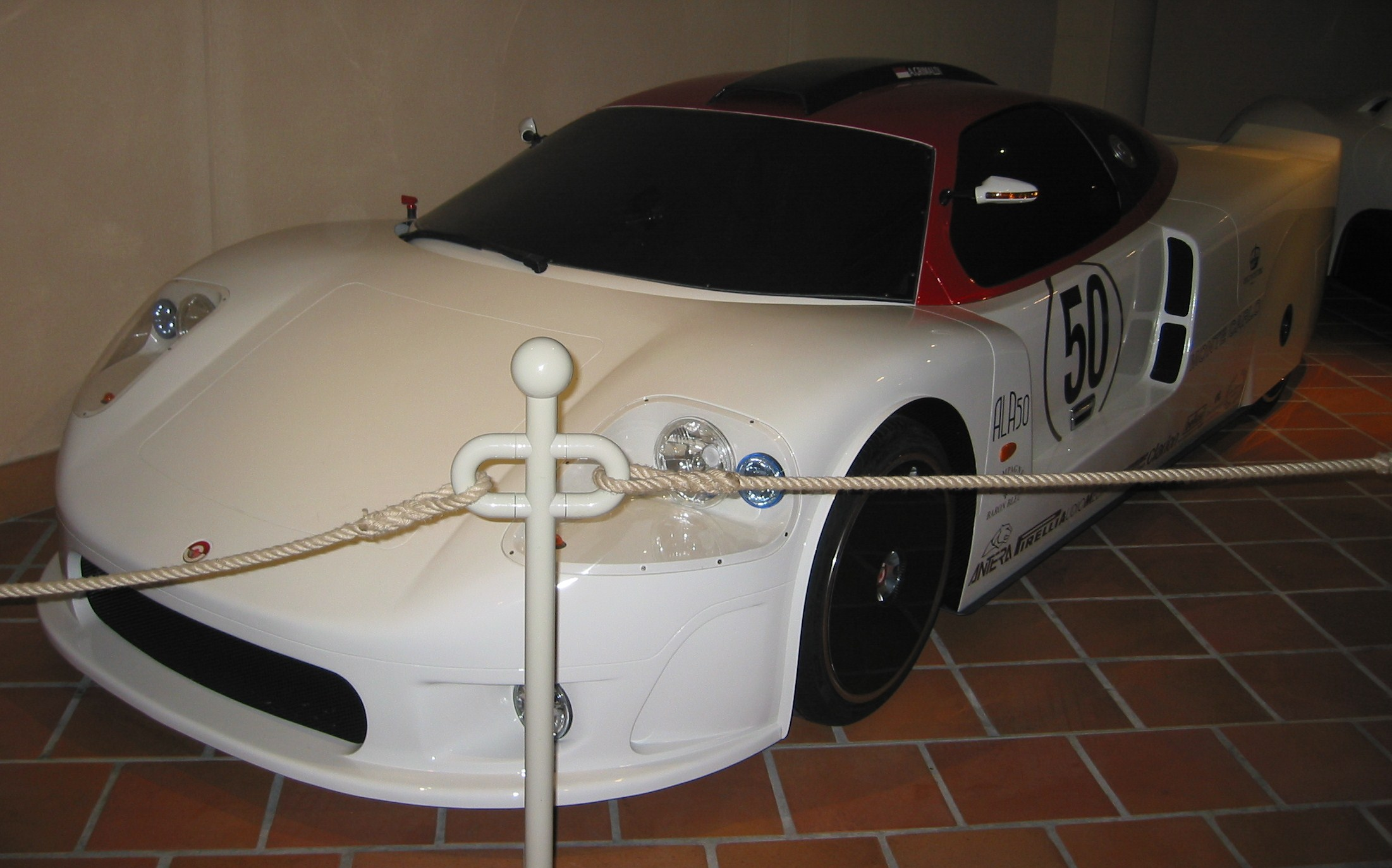
Monte Carlo ALA 50 von 2008

Monte-Carlo Automobiles S.A.R.L. ist ein monegassischer Hersteller von Automobilen. Vorherige Bezeichnungen waren Monte Carlo Automobile (1990–1993), MIG (Migrelia & Georgia) (1993–1994) und Monte Carlo Automobile / Monte Carlo Automotive Group (2009–2021). Ältere Quellen geben nur Monte Carlo Automobile an.

## Unternehmensgeschichte
Fulvio Maria Ballabio gründete 1983 das Unternehmen in Monte Carlo zu Rennzwecken. Das Werk befindet sich im Stadtbezirk Fontvieille. Die Rennabteilung heißt Monte Carlo Motorsport und ging vereinzelt unter dem Namen Écurie Monaco bei Rennen der Formel-3000-Meisterschaft an den Start. 1988 begann die Entwicklung eines Straßenfahrzeugs. Der Markenname lautet Monte Carlo. 1993 gab es eine Verbindung zu Tako Industries aus Georgien, die Fahrzeuge als MiG vermarkten wollte, und 1996 zu Aixam aus Aix-les-Bains.

## Fahrzeuge
Das erste Straßenfahrzeug war der MCA Centenaire, der 1990 anlässlich des hundertjährigen Bestehens des Automobilclubs von Monaco präsentiert wurde. Die Karosserie des Sportwagens bestand aus Karbonfiber. Im Prototyp kam ein Zwölfzylindermotor von Lamborghini mit 455 PS zum Einsatz. Die Serienversion GTB hatte einen von Carlo Chiti entworfenen V12-Motor mit 4000 cm³ Hubraum, der mit Hilfe von zwei Turboladern 720 PS leistete. Eine Quelle nennt einen Neupreis von 500.000 US-Dollar.
Der offene Beau Rivage war billiger. Ein V12-Motor mit 3500 cm³ Hubraum leistete ohne Turbolader 450 PS.
2008 erschien der ALA 50. Ein V8-Motor mit 4500 cm³ Hubraum und 650 PS sorgt für den Antrieb.